# Tropaeolum jilesii
Tropaeolum jilesii är en krasseväxtart som beskrevs av B. Sparre. Tropaeolum jilesii ingår i släktet krassar, och familjen krasseväxter. Inga underarter finns listade i Catalogue of Life.